# Bayard Taylor Horton
Pour les articles homonymes, voir Taylor, Bayard et Horton.
Bayard Taylor Horton, né le 6 décembre 1895 à Gate City, Virginie et mort le 6 juillet 1980 à Rochester dans le Minnesota, est un médecin américain, découvreur en 1932 de l'artérite à cellules géantes dite "maladie de Horton".

## Biographie
Il fait ses études médicales à l'université de Virginie où il obtient son diplôme en 1922. Il est interne de l'hôpital universitaire de Virginie, avant d'être nommé à un poste de médecin et professeur de biologie à l'Emory and Henry College, en Virginie. En 1925 il est engagé comme résident en médecine par la Mayo Foundation, à Rochester (Minnesota), et le reste de sa carrière se déroulera à la Mayo Clinic.
Ses domaines de prédilection étaient l'hypertension artérielle, et les maladies vasculaires. Il a laissé son nom à deux affections responsables de céphalées, la céphalée histaminique de Horton (mieux connue sous le nom de « cluster headache » ou algie vasculaire de la face) et l'artérite temporale gigantocellulaire,,.

## Publications
- avec T. B. Magath et G. E. Brown : (en) « An undescribed form of arteritis of the temporal arteries », Mayo Clinic Proceedings, no 7,‎ 1932, p. 700-701.
- avec A. R. MacLean et W. M. Craig : (en) « A new syndrome of vascular headache: results of treatment with histamine: preliminary report », Mayo Clinic Proceedings, no 14,‎ 1939, p. 257-260.
- (en) « The use of histamine in the treatment of specific types of headaches », Journal of the American Medical Association, no 116,‎ 1941, p. 377-383.
- (en) « Histaminic cephalgia (Horton's headache or syndrome) », Maryland State Medical Journal, no 10,‎ 1961, p. 178-203.